# Juan Posse
Juan José Posse (Tucumán, 18 de julio de 1839 - Sauce Yacu, Tucumán, 20 de enero de 1904) fue un político argentino, gobernador de la Provincia de Tucumán entre 1886 y 1887 y dos veces diputado nacional.
Era hijo de don Vicente Posse Tejerina, perteneciente a una tradicional familia tucumana, y de doña Sabina Talavera. Era primo de José Posse y hermano de Wenceslao Posse, fundador del ingenio Esperanza, y de Emidio Posse, fundador del ingenio La Reducción.
Dedicado a las actividades de la industria azucarera, fundó en 1870 el ingenio San Juan. En 1882 se asoció con don Leocadio Paz. Contrajo matrimonio con doña Carmen Colombres.
Fue miembro de la Municipalidad, varias veces diputado a la Legislatura y miembro de la Comisión Constituyente Provincial de 1884, así como comandante del batallón de Guardias Nacionales de la Banda del Río Salí.
En política, adhirió a Leandro N. Alem y la Unión Cívica. Cuando fue elegido gobernador de Tucumán, cargo que asumió el 16 de septiembre de 1886, su administración no gozaba de la simpatía del presidente Miguel Juárez Celman, ya que los electores tucumanos fueron los únicos que no apoyaron su candidatura presidencial. Ello significó al gobierno de Posse una serie de dificultades agravadas por la epidemia de cólera de 1886-1887, que diezmó la población de la provincia.
La oposición juarista lo atacaba duramente, y resolvió dar un audaz golpe. Lídoro Quinteros, líder opositor, armó a las peonadas del ferrocarril de Córdoba con la complacencia de la autoridad nacional, y atacó el Cabildo de Tucumán el 12 de junio de 1887. Tras sangrientos tiroteos en la plaza Independencia, Posse fue derrocado y arrestado, asumiendo el gobierno el interventor federal, doctor Salustiano J. Zavalía.
Este proceso dio lugar a dramáticas sesiones en el Congreso Nacional, donde el diputado Delfín Gallo hizo una memorable defensa de la administración de Posse. Esto hizo que Posse se convirtiera en el más decidido opositor a los gobiernos de Juárez Celman, de Carlos Pellegrini y de Luis Sáenz Peña desde las filas "cívicas". Ello le valió, entre otros problemas, el destierro a Montevideo en 1891, junto a Bernardo de Irigoyen y Leandro Alem.
En 1902 volvió a ser diputado nacional, cargo que ejercía al morir en su residencia del paraje Sauce Yacu, en Raco, Tucumán, el 20 de enero de 1904. 
- Datos: Q5952070